# Le Canapé rouge (film)
Pour les articles homonymes, voir Le Canapé rouge.
Série Le Modèle
La Cambrure
(1999) Le Nu à la terrasse
(2008)
Pour plus de détails, voir Fiche technique et Distribution.
Le Canapé rouge est un moyen métrage français de la série Le modèle, écrit et réalisé par Marie Rivière et Éric Rohmer, sorti au cinéma en 2004.

## Synopsis
Lucie et Éva se rencontrent par hasard alors qu'elles ne s'étaient plus vues depuis longtemps. Éva, devenue peintre, convainc Lucie de poser pour elle sur le canapé rouge du salon.

## Fiche technique
- Titre original : Le Canapé rouge
- Réalisation : Marie Rivière et Éric Rohmer
- Scénario : Marie Rivière et Éric Rohmer
- Peintures : Charlotte Véry
- Photographie : Diane Baratier
- Son : Pascal Ribier
- Montage : Mary Stephen
- Musique : Robert Schumann
- Production : Françoise Etchegaray
- Société de production : Compagnie Éric Rohmer
- Pays d'origine :  France
- Langue originale : français
- Format : couleur - béta-numérique - son stéréo
- Durée : 32 minutes

## Distribution
- Marie Rivière : Lucie
- Charlotte Véry : Éva
- Philippe Magnan : Alain